# Димитрије Богдановић
Димитрије Богдановић (Београд, 11. октобар 1930 — Београд, 14. јун 1986) био је српски историчар, историчар књижевности и академик САНУ.

## Биографија
Претежно се бавио српском средњовековном књижевношћу, историјом Српске православне цркве у средњем веку, српским рукописним наслеђем. Резултате својих истраживања углавном је саопштвао у низу аналитичких расправа, мада је писао и прегледе историје српске средњовековне књижевности за синтетичко дело Историја српског народа. Сматра се зачетником савремене српске археографије и текстологије.
За дописног члана Српске академије наука и уметности изабран је 1978, а за редовног 1985. године.
Библиографија Димитрија Богдановића броји око две стотине јединица. Најпотпунију библиографију његових радова саставила је Татјана Суботин-Голубовић: „Библиографија радова академика Димитрија Богдановића“, Археографски прилози, бр. 18 (1996), 9–26.

## Дела

### Књиге
- Свети Јован Лествичник, Лествица (1961)
- Јован Лествичник у византијској и старој српској књижевности (1968)
- Богдановић, Димитрије, ур. (1968). Старе српске биографије. Београд: Просвета.
- Србљак I–III (1970)
- Ликови светитеља (1972)
- Законик цара Стефана Душана (књига I)
- Струшки и Атонски рукопис (1975)
- Хиландар, (1978)
- Каталог ћирилских рукописа манастира Хиландара I–II (1978)
- Деспот Стефан Лазаревић
- Слова и натписи (1979)
- Богдановић, Димитрије (1980). Историја старе српске књижевности (PDF). Београд: Српска књижевна задруга. Архивирано из оригинала 28. 06. 2023. г. Приступљено 18. 02. 2025.
- Најстарија служба светом Сави (1980)
- Матичин апостол (1981)
- Законик цара Стефана Душана (књига II)
- Студенички, Хиландарски, Ходошки и Бистрички рукопис (1981)
- Богдановић, Димитрије (1982). Инвентар ћирилских рукописа у Југославији (XI-XVIII века). Београд: Српска академија наука и уметности.
- Мирковић, Лазар; Богдановић, Димитрије, ур. (1984). Теодосије: Житије Светог Саве. Београд: Српска књижевна задруга.
- Богдановић, Димитрије (1985). Књига о Косову. Београд: Српска академија наука и уметности.
- Bogdanović, Dimitrije (1986). Razgovori o Kosovu. Beograd: Kosmos.
- Богдановић, Димитрије, ур. (1986). Шест писаца XIV века: Григорије Рашки, Јаков Серски, Силуан, Непознати Светогорац, Монах Јефрем, Марко Пећки (PDF). Београд: Просвета; Српска књижевна задруга. Архивирано из оригинала 09. 09. 2023. г. Приступљено 18. 02. 2025.
- Карејски типик (1986)
- Богдановић, Димитрије, ур. (1988). Теодосије: Житија (PDF). Београд: Просвета; Српска књижевна задруга. Архивирано из оригинала 19. 07. 2024. г. Приступљено 18. 02. 2025.
- Свети оци и учитељи Цркве (1989)
- Хиландарски типик (1995)
- Богдановић, Димитрије (1997). Студије из српске средњовековне књижевности. Београд: Српска књижевна задруга.

### Остали радови
- Богдановић, Димитрије (1975). „Измирење српске и византијске цркве”. О кнезу Лазару. Крушевац: Народни музеј. стр. 81—91.
- Богдановић, Димитрије (1981). „Почеци српске књижевности”. Историја српског народа. 1. Београд: Српска књижевна задруга. стр. 212—229.
- Богдановић, Димитрије (1981). „Преображај српске цркве”. Историја српског народа. 1. Београд: Српска књижевна задруга. стр. 315—327.
- Богдановић, Димитрије (1981). „Српска књижевност на путевима самосталног стварања”. Историја српског народа. 1. Београд: Српска књижевна задруга. стр. 328—340.
- Богдановић, Димитрије (1981). „Душаново законодавство”. Историја српског народа. 1. Београд: Српска књижевна задруга. стр. 557—565.
- Богдановић, Димитрије (1981). „Књижевност у знаку Свете Горе”. Историја српског народа. 1. Београд: Српска књижевна задруга. стр. 603—616.
- Богдановић, Димитрије (1982). „Оживљавање немањићких традиција”. Историја српског народа. 2. Београд: Српска књижевна задруга. стр. 7—20.
- Богдановић, Димитрије (1982). „Српска књижевност после Косова”. Историја српског народа. 2. Београд: Српска књижевна задруга. стр. 128—143.
- Богдановић, Димитрије (1982). „Нова средишта књижевне делатности”. Историја српског народа. 2. Београд: Српска књижевна задруга. стр. 330—342.
- Богдановић, Димитрије (1982). „Српска књижевност између традиције и хронике свога времена”. Историја српског народа. 2. Београд: Српска књижевна задруга. стр. 491—503.